# Prima guerra macedonica
La prima guerra macedonica (214 a.C.-205 a.C.) venne combattuta da Roma, dal 211 alleatasi con la Lega etolica e Attalo I di Pergamo, contro Filippo V di Macedonia, nel momento in cui era impegnata a combattere la seconda guerra punica (218 - 202 a.C.) contro Cartagine.
La Macedonia era il più forte stato ellenistico e vedeva con preoccupazione l'ingerenza romana sulla Lega Etolica e sulla Grecia in genere. Filippo temeva soprattutto l'espansione di Roma lungo le coste illiriche, cominciata con l'attacco alla regina Teuta e proseguita con la parziale conquista dell'Illiria, dove era dislocata una flotta romana, comandata prima da Marco Valerio Levino e poi da Publio Sulpicio Galba Massimo, anche per controllare i movimenti del re macedone. Filippo V intervenne contro queste forze. Scoppiò così la prima guerra macedonica: da una parte Filippo V con l'alleata lega achea, dall'altra la lega etolica con il supporto romano. Vennero coinvolte anche le diplomazie di Atene da una parte e di Rodi dall'altra. La guerra non fu segnata da battaglie decisive e fu formalmente conclusa con la pace di Fenice, firmata nella città di Fenice nel 205 a.C.. Essa segnò il definitivo ingresso di Roma nel mar Egeo e nella politica del Mediterraneo Orientale. Durante la guerra, i Macedoni cercarono di riprendere, senza successo, il controllo su alcune zone dell'Illiria e della Grecia, cosa che li avrebbe potuti indurre ad intervenire in aiuto del generale cartaginese Annibale, nel conflitto contro Roma.

## Contesto storico

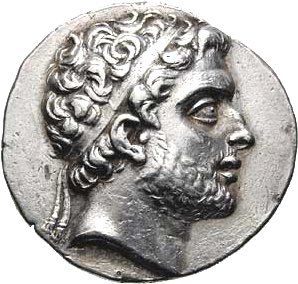
Filippo V di Macedonia

La circostanza che Roma fosse impegnata sul fronte della guerra cartaginese fornì a Filippo di Macedonia la possibilità di cercare di espandere i suoi possedimenti verso occidente; secondo lo storico greco Polibio, la decisione di Filippo fu influenzata, in maniera determinante, da Demetrio di Faro, pretendente al trono di Faro (l'odierna isola di Lesina).
Demetrio, che nel 229 a.C., al termine della prima guerra illirica, con la disfatta degli Illiri guidati dalla regina Teuta, era stato posto dai Romani come governatore della gran parte del territorio costiero dell'Illiria, nel 219 a.C. si era rifugiato alla corte di Filippo, dopo che i Romani lo ebbero sconfitto nella seconda guerra illirica.
Mentre la Macedonia era impegnata in una guerra contro l'Etolia, un messaggero comunicò a Filippo la notizia della vittoria di Annibale sui Romani nella battaglia del Lago Trasimeno nel giugno 217 a.C.. In un primo momento il sovrano mostrò il messaggio solo a Demetrio, che, probabilmente vedendo la possibilità di riconquistare il regno perduto, gli consigliò di addivenire immediatamente ad una pace con gli Etoli, e di rivolgere la sua attenzione verso l'Italia e l'Illiria. Secondo Polibio, Demetrio
Filippo di Macedonia fu subito convinto da queste affermazioni di Demetrio.

### La pace tra Filippo di Macedonia e l'Etolia
I plenipotenziari macedoni ed etoli si incontrarono per firmare un accordo di pace. Polibio riporta il discorso di Agelaus in favore del trattato di pace:
Filippo iniziò subito i negoziati con la Lega etolica, ed incontrò i rappresentanti della Lega sulla costa, nei pressi di Lepanto per concludere la pace dopo tre anni di guerra:

### Casus belli: l'alleanza con Cartagine (215 a.C.)

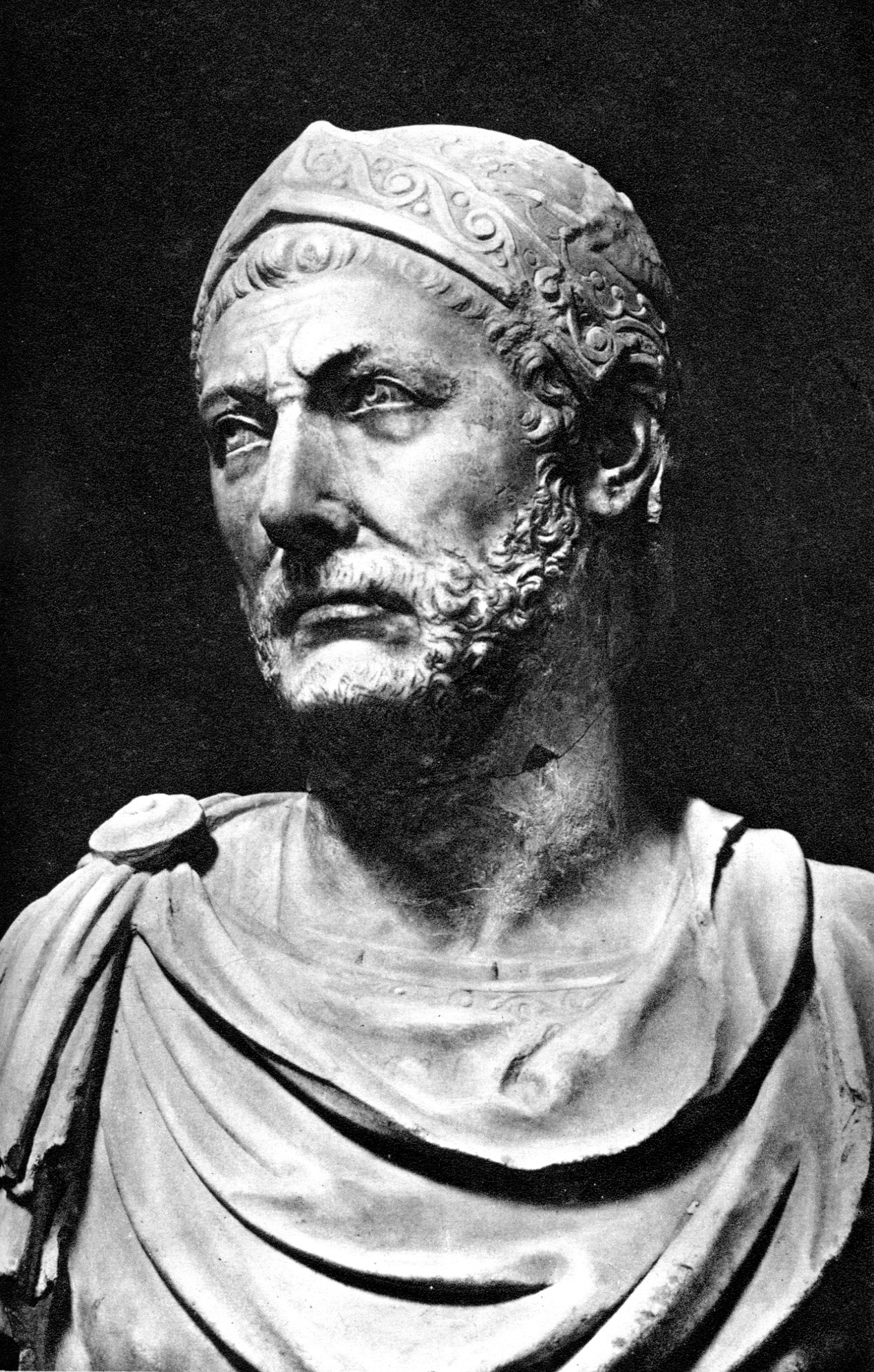
Un busto di marmo, ritenuto di Annibale, ritrovato a Capua; alcuni storici hanno messo in dubbio la sua autenticità

Dopo aver avuto la notizia della disastrosa disfatta nella battaglia di Canne subita dai Romani per mano di Annibale, il re macedone pensò di inviare degli ambasciatori al campo italico del generale, per negoziare un'alleanza. L'estate successiva alla sconfitta (nel 215 a.C.) gli inviati macedoni conclusero un trattato, il cui testo ci viene tramandato da Polibio. Annibale e Filippo si promettevano mutuo aiuto e difesa, e d'essere nemici dei nemici dell'altro, esclusi gli attuali alleati. Nel caso specifico, Filippo garantiva il proprio sostegno contro Roma ma, allo stesso tempo, Annibale aveva la possibilità di firmare la pace con Roma; in questo caso la pace avrebbe riguardato anche Filippo. Il trattato prevedeva infine che Roma fosse costretta a rinunciare al controllo delle città di Corcyra, Apollonia, Epidamnus (l'attuale Durazzo), Pharos, Dimale, Parthini, e Atintania, e di ripristinare il sistema di potere e di alleanze di Demetrio di Faro.
Il trattato, per come ci è stato tramandato da Polibio, non fa menzione di un possibile intervento in Italia da parte di Filippo, forse per la brutta figura rimediata da Filippo a Saseno, forse perché non era nel desiderio di Annibale.
Sulla via del ritorno in Macedonia, sia gli inviati di Filippo che quelli di Annibale furono catturati da Publio Valerio Flacco, comandante della flotta romana lungo la costa pugliese. In seguito venne scoperta una lettera di Annibale a Filippo, e così i termini del loro accordo.
L'alleanza del macedone con Cartagine aumentò l'apprensione a Roma che, posta sotto forte attacco da Annibale, vedeva inoltre man mano crollare il sistema di alleanze e di potere nel sud della penisola. Due ulteriori dozzine di navi da guerra vennero preparate ed inviate a raggiungere la flotta di Flacco, di stanza a Taranto, con l'ordine di tenere sotto controllo la costa italiana dell'Adriatico, cercare di capire le intenzioni di Filippo e, se fosse stato necessario, attraversare il mare per raggiungere la Macedonia, confinandolo nel suo stato.

## Forze in campo

### Macedoni: la flotta di Filippo

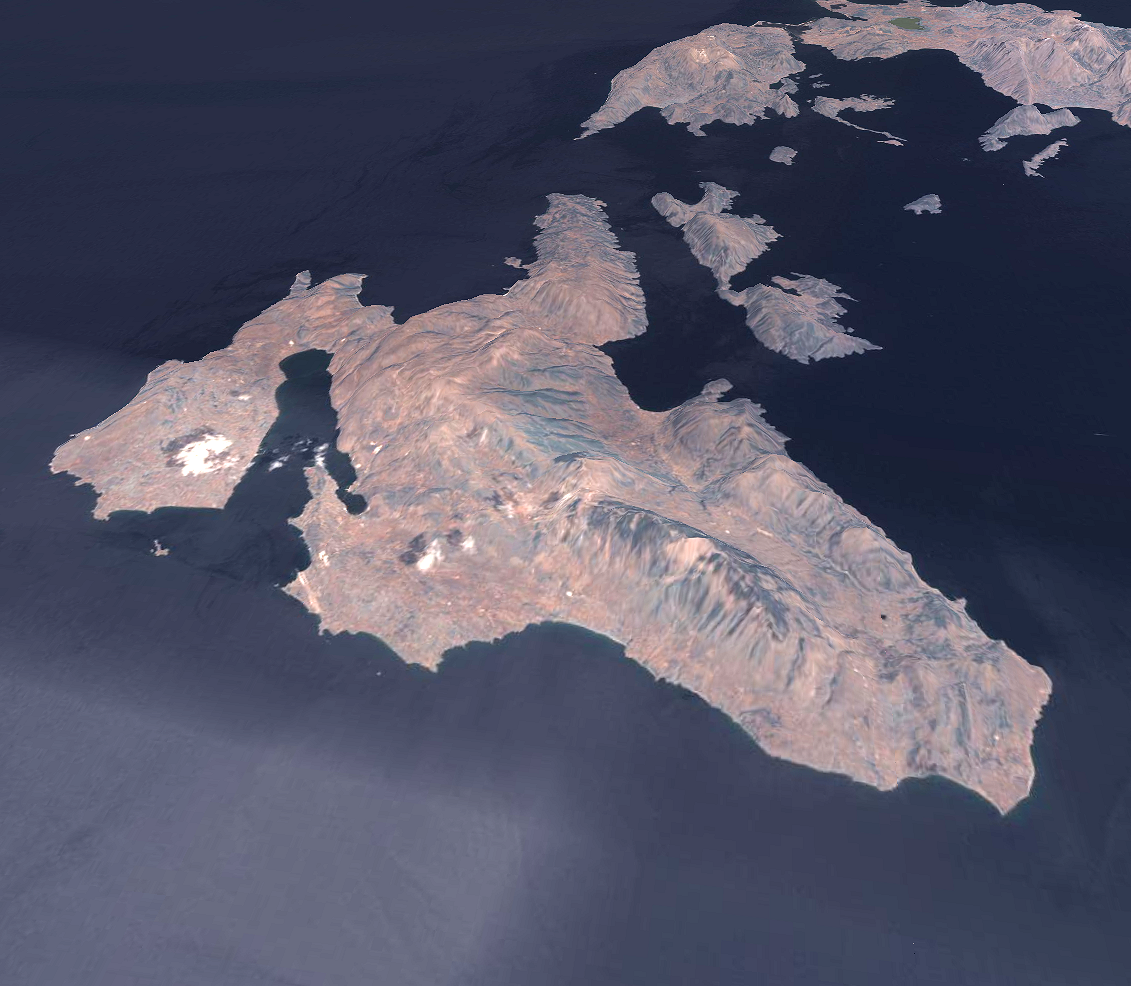
Cefalonia

Filippo, nell'inverno tra il 217 e il 216 a.C., fece costruire alle sue maestranze una flotta di 100 navi da guerra, e addestrare gli uomini a remare; sempre secondo Polibio, era un'abitudine che quasi nessun altro re macedone aveva mai avuto. Ma probabilmente al regno di Macedonia mancavano le risorse per costruire e mantenere una flotta necessaria ad affrontare i Romani. Secondo Polibio, Filippo non aveva alcuna speranza di battere i Romani in mare, per mancanza di esperienza.
Ad ogni modo, le imbarcazioni scelte furono dei lembi, le piccole e veloci navi da guerra dagli Illiri, capaci di trasportare cinquanta soldati oltre agli uomini ai remi, con i quali potevano sperare di riuscire ad evitare la flotta romana, preoccupata, come avrebbe dovuto essere nelle speranze di Filippo, di combattere le truppe di Annibale, e comunque lontana, come in effetti era, nel porto di Marsala in Sicilia.
Nel periodo appena successivo, Filippo aveva espanso i confini del suo stato verso occidente, fino alle valli solcate dai fiumi Apsus e Genusus (l'odierno Shkumbini in Albania), ai confini con l'Illiria, con l'idea di conquistarne prima le coste, in seguito i territori tra le coste e la Macedonia, e usarli come base per inviare rapidamente rinforzi alle truppe in Italia.
All'inizio dell'estate, la flotta e il sovrano lasciarono la Macedonia, navigarono attraverso l'Euripe, circumnavigarono capo Malea, per gettare poi l'ancora tra Cefalonia e Leucade, in attesa di sapere dove fosse localizzata la flotta romana; avuta notizia che le navi erano ancora alla loro base di Lilybaeum (l'odierna Marsala), in Sicilia, partirono alla volta di Apollonia.
Mentre la flotta costeggiava la città di Saseno, a Filippo giunse voce che alcune galere romane avevano la loro stessa destinazione; preoccupato che l'intera forza navale romana, e non solo pochi esemplari, lo stesse seguendo, diede ordine di invertire la rotta e fare ritorno a Cefalonia. Polibio ci parla di panico e disordine, descrivendo la ritirata precipitosa, e ci dice che i romani avevano in effetti inviato solo 10 navi. Questa piccola squadra aveva causato un allarme smisurato, e in questo modo Filippo aveva perduto un'ottima opportunità per raggiungere l'obbiettivo in Illiria, ritornando invece in Macedonia, in effetti senza gravi perdite, ma con notevole disonore.

## Fasi della guerra

### Scoppio della guerra in Illiria (214 - 212 a.C.)

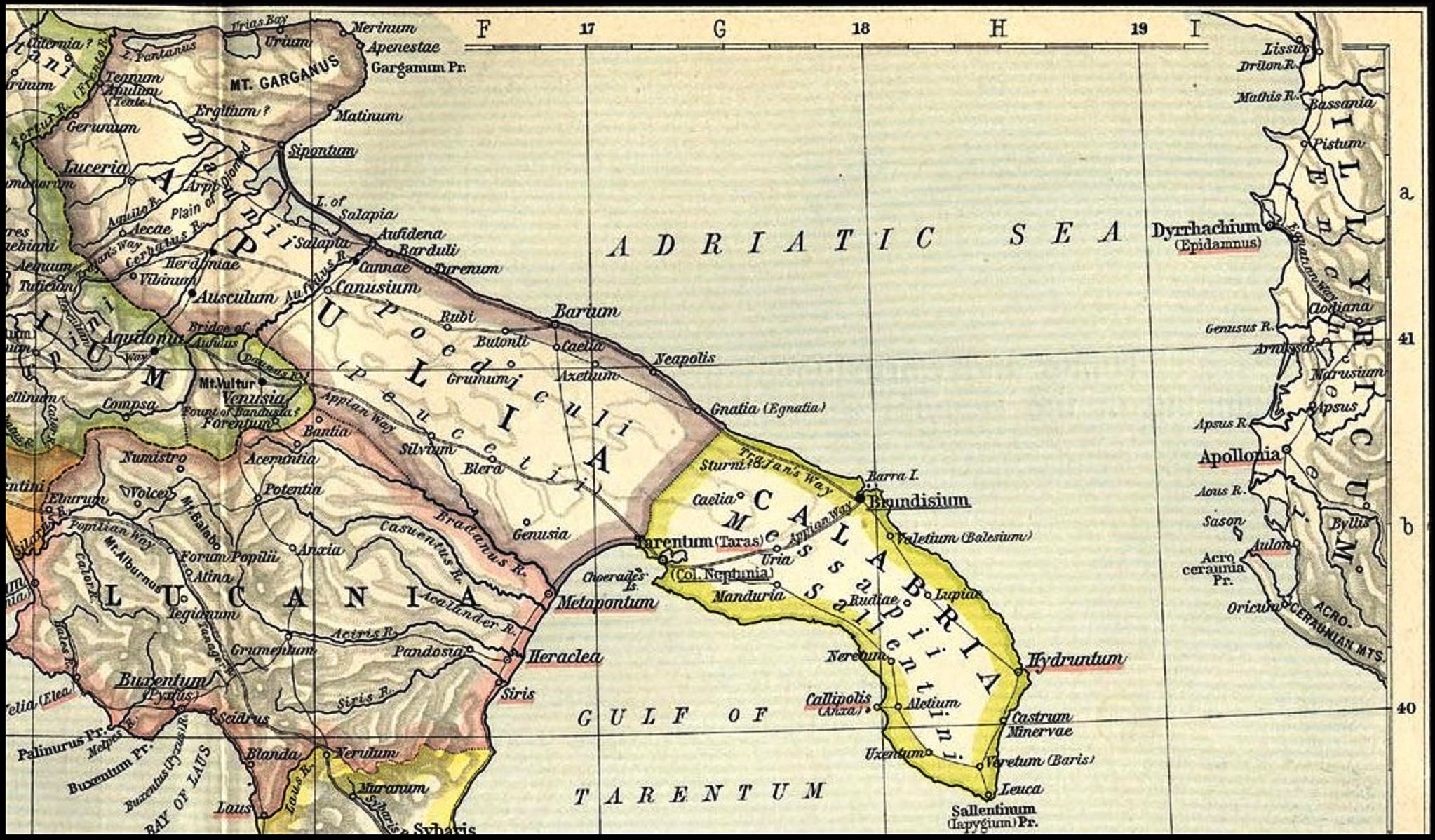
Il teatro degli scontri del 214 a.C. tra Romani e Macedoni

Nella tarda estate del 214 a.C., Filippo tentò una nuova invasione dell'Illiria via mare, con una flotta di 125 lembi biremi. Egli prima assediò Apollonia, poi risalì l'Aoo (l'odierno fiume Voiussa), e arrivò ad attaccare anche Oricum, che occupò senza incontrare difficoltà, poiché era priva di mura difensive e di soldati.
I Romani, già dall'anno precedente (215 a.C.), avevano rafforzato la flotta a Brundisium per poter continuare a controllare i movimenti di Filippo, con l'aiuto di una legione, il tutto posto sotto il comando del propretore Marco Valerio Levino. Quando da Oricum arrivarono le notizie degli avvenimenti in Illiria, Levino partì con la flotta e l'esercito alla volta di Oricum, riuscendo, dopo un breve combattimento contro il presidio lasciato da Filippo V, a conquistare la città.
Tito Livio racconta che Levino, alla notizia dell'assedio di Apollonia da parte delle truppe macedoni, inviò prontamente 2 000 uomini, comandati da Quinto Nevio Crista. Evitando l'esercito di Filippo, Crista fu in grado di entrare in città di notte, inosservato; la notte successiva, prendendo l'armata macedone di sorpresa, attaccò e fece una grande strage nel campo nemico. Lo stesso Filippo riuscì a sfuggire alla cattura, quasi seminudo; quindi raggiunse i monti nell'entroterra e rientrò in Macedonia, dopo aver fatto bruciare la sua flotta e lasciando poco meno di 3 000 dei suoi uomini, tra catturati e uccisi, con tutti gli averi e le armi dell'esercito (queste ultime vennero lasciate ad Apollonia). Levino passò l'inverno con le truppe ad Oricum.
Bloccato per due volte nei suoi tentativi di invasione dell'Illiria via mare, e ora bloccato dalla flotta di Levino, Filippo nei due anni successivi (213 - 212 a.C.) cercò di avanzare in Illiria via terra, mantenendosi in ogni modo lontano dalla costa; riuscì in questa maniera a prendere le città di Atintania e Dimale, sottomettendo le tribù illiriche dei Dassareti e dei Parthini e infine anche i più meridionali Ardiei.
Filippo riuscì infine a conquistare un accesso all'Adriatico catturando la città di Lissus e la sua cittadella, ritenuta inespugnabile, fatto che causò l'immediata resa dei territori confinanti,. Verosimilmente questo servì a rinvigorire le speranze del sovrano di riuscire a portare a termine la programmata invasione dell'Italia, anche se la perdita della flotta subita ad Oricum, avrebbe significato per Filippo dover ricorrere all'aiuto dei Cartaginesi per qualsiasi attraversamento dell'Adriatico, rendendo così la prospettiva di un'invasione decisamente meno attraente o possibile.

### Roma cerca alleati in Grecia (212 - 211 a.C.)

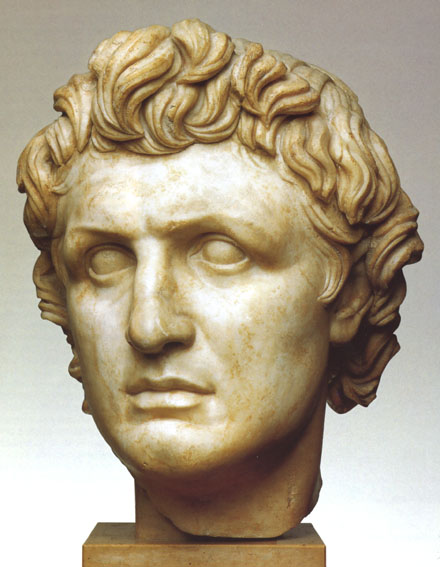
Attalo I di Pergamo

Allo scopo di impedire ai macedoni di aiutare Cartagine, sia sul territorio italiano che altrove, Roma cominciò a cercare degli alleati in Grecia.
Levino aveva iniziato ad esplorare la possibilità di allearsi con la Lega etolica fin dal 212 a.C.. Gli Etoli, stanchi della guerra, avevano firmato la pace di Naupatto con Filippo nel 217 a.C., ma, solo cinque anni dopo, la fazione favorevole alla guerra riguadagnava terreno, e la popolazione era di nuovo pronta a prendere in considerazione l'armarsi contro lo storico nemico macedone.
Agli inizi del 211 a.C., a Marco Valerio Levino fu destinata nuovamente la difesa del litorale adriatico e della Grecia con 50 navi ed una legione. Durante quello stesso anno, un'assemblea di Etoli si riunì per valutare una possibile alleanza con Roma. Valerio Levino, che in colloqui segreti aveva provato a capire quali fossero le reali intenzioni dei principali cittadini etoli, giunse con una flotta in assetto da guerra, per partecipare all'assemblea etolica. Una volta che gli venne conferita la possibilità di parlare, Levino fece notare le recenti occupazioni delle città di Siracusa e Capua come prova della crescente fortuna di Roma nella guerra contro Cartagine, ed aggiunse che:
(Livio, XXVI, 24.3)
Levino prometteva agli Etoli che avrebbe ricondotto in loro potere l'Acarnania, che essi mal tolleravano che non facesse più parte del loro territorio. Alle promesse del generale romano, sia Scopa che era allora il capo militare degli Etoli, sia Dorimaco, il loro capo civile, con la loro autorità, sottoscrissero le clausole del trattato, in virtù del quale gli Etoli divenivano "amici e alleati del popolo romano"; oltre a loro si univano nello stesso trattato d'alleanza, Elei, Spartani, la Messenia (?), nonché Attalo re d'Asia, Pleurato di Tracia e Scerdiledo d'Illiria.
E affinché gli Etoli potessero iniziare da subito la guerra contro Filippo, i Romani proposero di aiutarli inviandogli un numero di navi non inferiore a 25 quinqueremi. Delle città conquistate, a partire dall'Etolia fino a Corcira, venne stabilito che: 
(Livio, XXVI, 24.11-14.)
Alla fine venne siglato un trattato con gli Etoli nel 211 a.C., ratificato dal Senato romano solo nel 209 a.C..

### La campagna di Grecia

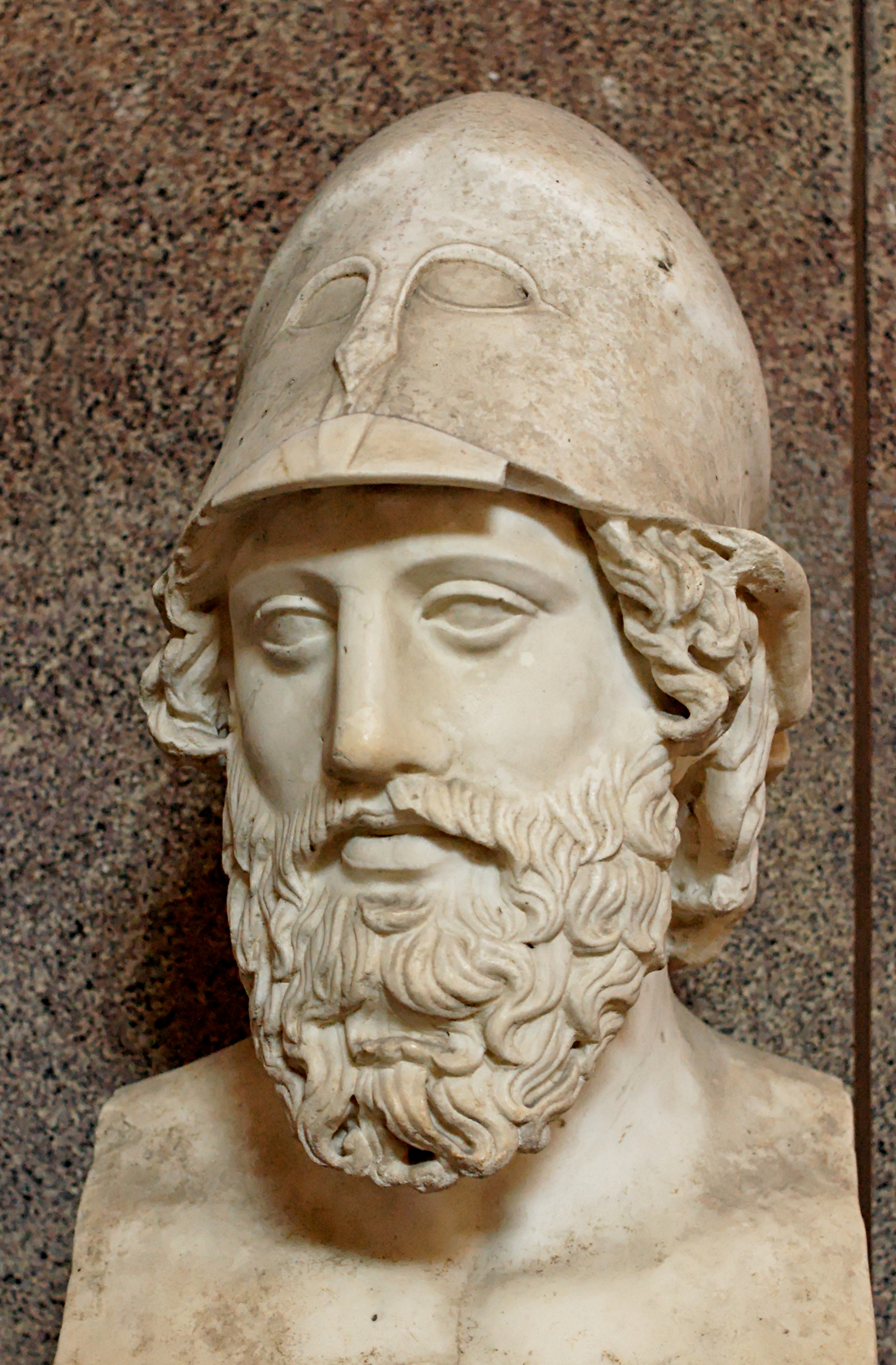
Strategos (sconosciuto)

E sebbene gli ambasciatori degli Etoli fossero stati troppo a lungo trattenuti a Roma per ratificare il trattato concluso con Levino, ciò non fu di ostacolo all'inizio delle ostilità. Gli Etoli, infatti, mossero subito guerra a Filippo, mentre Levino si impadronì di Zacinto (a parte la rocca), una piccola isola vicina all'Etolia. Il comandante romano continuò quindi con la conquista di tre città dell'Acarnania: Eniade, Nasos e Acarnano, che restituì agli Etoli. Levino, ritenendo che Filippo fosse abbastanza imbrigliato in una guerra contro le popolazioni confinanti, da non poter far fronte agli impegni presi con Annibale contro Roma, preferì ritirarsi a Corcira verso la fine dell'anno.
La ribellione degli Etoli fu annunciata a Filippo a Pella, dove svernava. Qui egli stava radunando e preparando le truppe in vista della guerra contro la Grecia, che sarebbe iniziata nella primavera dell'anno successivo. Il re macedone, dopo aver saputo dell'alleanza tra Etoli e Romani, decise di rendere sicuri i confini con gli Illiri, organizzando una rapida incursione contro le città di Oricum e di Apollonia. Dopo aver sparso terrore e sbigottimento, oltre ad aver saccheggiato le zone più vicine dell'Illirico, mosse le sue forze in direzione della Pelagonia e si impadronì di Sintia, città dei Dardani, che avrebbe potuto offrire un ottimo passaggio per la Macedonia. Proseguì quindi rapidamente verso sud, attraverso la Pelagonia, la Lincestide e la Bottia, per raggiungere Tempe in Tessaglia, dove sperava di trovare dei facili alleati nella guerra contro gli Etoli. Dopo aver lasciato un contingente di 4 000 armati presso le gole della Tessaglia, sotto il comando di un certo Perseo, mosse verso la Tracia e poi nel territorio dei Maedi, devastandone il territorio e assediando la loro capitale, Iamphorynna, prima di far ritorno in Macedonia.
Frattanto Scopa, stratego etolico, si preparò ad aprire le ostilità contro l'Acarnania, dopo aver arruolato tutti i giovani etoli. Gli Acarnani, disperati ed inferiori numericamente, ma decisi a resistere, preferirono mandare al sicuro nel vicino Epiro le loro donne, gli anziani di oltre sessan'anni e i bambini. Gli uomini, dai quindici ai sessant'anni, giurarono tutti insieme che non sarebbero tornati se non vincitori. Chi fosse uscito vinto dalla battaglia
(Livio, XXVI, 25.12-14.)
Dopo aver incitato così l'intera popolazione, posero il campo ai confini dei loro territori, di fronte al nemico. Inviati poi messi a Filippo, per fargli sapere dell'avanzata etolica e quanto grande fosse il pericolo, lo costrinsero a sospendere la guerra appena iniziata, sebbene il re macedone avesse da poco ottenuto la resa di Iamforinna.

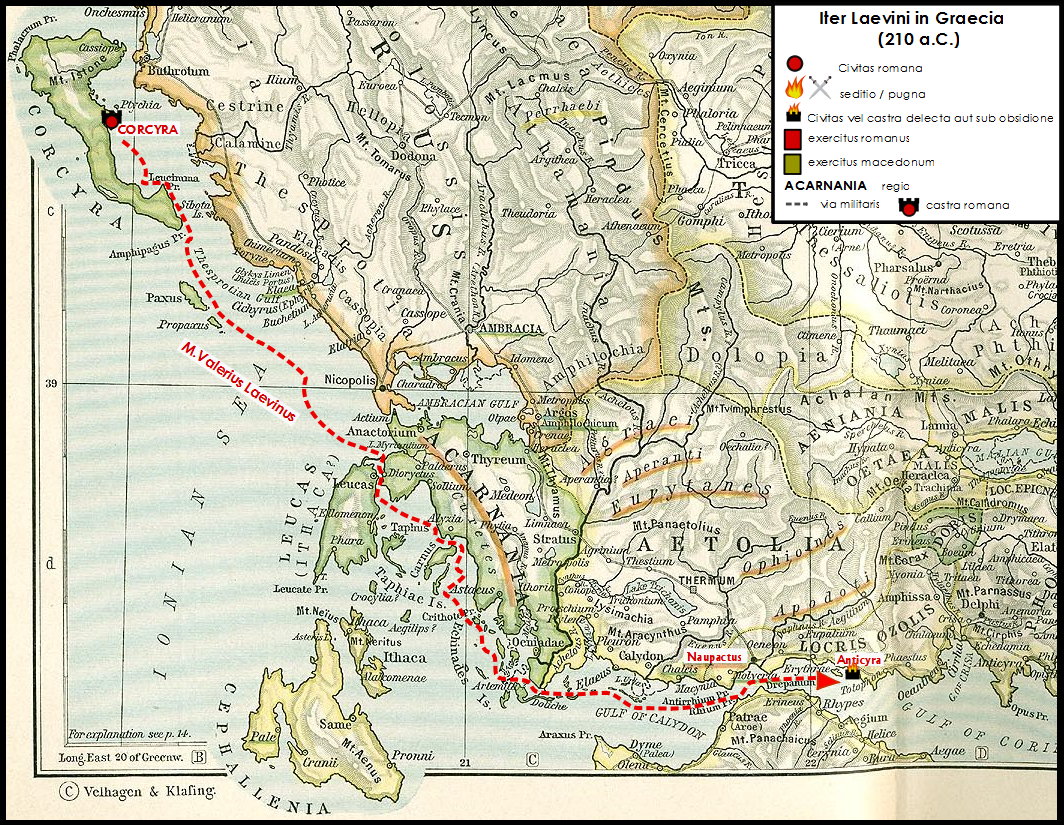
Campagna di Levino in Grecia nel 210 a.C.

Intanto gli Etoli, sentendo gli Arcanani così determinati, esitarono nella loro marcia di conquista e, alla notizia dell'avvicinamento di Filippo con le sue truppe, preferirono ritirarsi nella parte più interna del loro territorio. Filippo, giunto in prossimità di Dion a marce forzate, per impedire che gli Arcanani fossero sopraffatti, alla notizia che gli Etoli si erano ritirati, tornò a Pella per svernarvi.
Durante la primavera 210 a.C., Levino lasciò nuovamente Corcira con la sua flotta e, superato il promontorio di Leucade, giunse a Naupatto (oggi Lepanto, all'imboccatura del golfo). Fece poi in modo che Scopa e gli Etoli si trovassero là pronti, annunciando loro che avrebbe mosso contro Anticira in Locride, «sulla sinistra per chi entra nel golfo di Corinto». Circa, tre giorni dopo egli cominciò l'assalto alla città per mare e per terra. Dalla parte del mare l'assalto risultò meglio gestito poiché si trattava della flotta romana, armata con strumenti di lancio e macchine da guerra di ogni tipo. In pochi giorni la città si arrese e si consegnò agli Etoli. Secondo i patti il bottino di guerra andò ai Romani. Fu proprio durante questo assedio che a Levino venne consegnata una lettera in cui gli si annunciava di essere stato fatto console e che stava per arrivare il suo successore Publio Sulpicio. Sappiamo che Levino, impedito da una lunga malattia, giunse a Roma più tardi di quanto tutti prevedessero.
Nonostante ci fossero preoccupazioni per Roma e dubbi per i suoi metodi, la coalizione schierata contro Filippo continuava ad allargarsi; come concesso dal trattato, Pergamo, Elis e Messenia, seguite da Sparta, si unirono all'alleanza contro la Macedonia. Le flotte di Roma e di Pergamo controllavano il mare, mentre i macedoni con i propri alleati erano bloccati dal resto della coalizione sulla terraferma. La strategia romana di tenere impegnato Filippo in Grecia con una guerra tra greci ebbe successo, ed infatti, quando Levino tornò alla capitale per venire eletto console, fu in grado di dichiarare che la legione dispiegata contro il re macedone poteva essere ritirata senza problema alcuno.
Ad ogni modo, gli abitanti di Elis, di Messenia e gli spartani rimasero fermi con le ostilità fino al termine del 210 a.C., mentre Filippo invece continuava ad avanzare. Provò e riuscì a prendere Echinus, con un lungo assedio, dopo aver scongiurato un tentativo di liberare la città da parte dello stratega Dorimaco e della flotta romana, in quel momento comandata non più da Levino, ma da Publio Sulpicio Galba Massimo. Muovendosi con le sue armate verso ovest, il re macedone prese probabilmente Phalara, la città-porto di Lamia. Nel frattempo, Sulpicio e Dorimaco avevano preso Egina, un'isola nel golfo Saronico, che poi gli Etoli vendettero al re di Pergamo Attalo, per 30 talenti, in modo che lui la potesse usare come base per le sue operazioni contro la Macedonia nel mar Egeo.
Nella primavera 209, Filippo ricevette una richiesta d'aiuto dai suoi alleati della lega achea nel Peloponneso, sottoposti all'attacco di Sparta e degli Etoli. Ebbe poi anche notizia che Attalo era stato nominato come uno dei due comandanti supremi della Lega etolica e che era intenzionato ad attraversare l'Egeo partendo dall'Asia Minore. Filippo quindi partì verso il sud della Grecia. Nella città di Lamia intercettò parte dell'esercito etolico, sostenuto da forze di Roma e di Pergamo, sotto il comando del stratego Firrias, collega di Attalo nella campagna militare. Filippo riuscì a vincere due battaglie a Lamia, con gravi perdite per le truppe di Firrias. Gli Etoli e i loro alleati furono costretti a ritirarsi all'interno delle mura della città, dove rimasero, evitando di dare battaglia in campo aperto.

### I falliti tentativi di pace

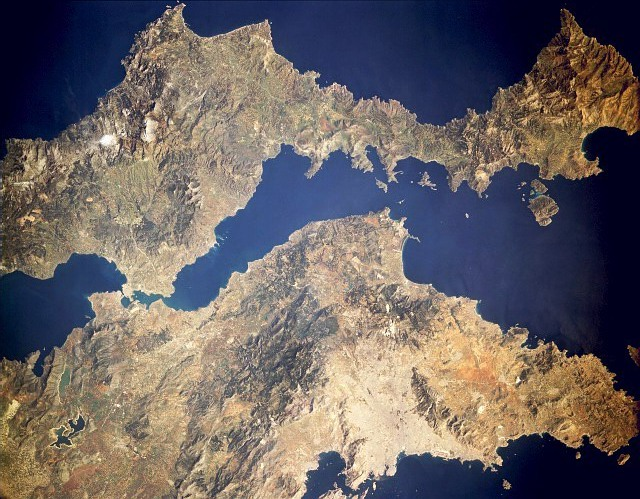
L'Eubea dal satellite

Filippo partì da Lamia per raggiungere Phalara, il porto; laggiù poté incontrare i rappresentanti degli stati neutrali di Rodi, Egitto, Atene e Chio che cercavano di far finire la guerra, guerra che li danneggiava nella loro attività principale, il commercio. Livio ce li racconta preoccupati non tanto «per gli Etoli, una popolazione più aggressiva di quanto non sia l'indole dei Greci, quanto perché Filippo e il suo regno non s'ingerisse nelle faccende della Grecia, il che sarebbe stato esiziale per la loro libertà». Rappresentante della Lega etolica era Amynandor di Athamania. Venne firmata una tregua di 30 giorni e organizzata una conferenza di pace.
Filippo marciò verso Calcide, in Eubea, dove pose una guarnigione per impedire ad Attalo di impadronirsene, proseguì verso Aigio dove si teneva la conferenza, che però venne interrotta dalla notizia che Attalo aveva raggiunto Aegina, e che la flotta romana era arrivata a Lepanto. I rappresentanti etoli, resi più coraggiosi da questi eventi, chiesero come prima cosa che Filippo restituisse Pylos ai messeni, Atintania a Roma, e le popolazioni Ardiaei ai rispettivi sovrani, Scerdilaidas e Pleuratus I. Indignato, Filippo abbandonò i negoziati dicendo ai presenti che «lui ricercava la causa della pace, gli altri quella della guerra».

### Ripresa delle ostilità
Da Lepanto, Sulpicio navigò verso est in direzione di Corinto e Sicione, conducendo nel frattempo anche delle incursioni. Filippo, con la sua cavalleria, catturò i romani scesi a terra e li costrinse a tornare sulle loro navi e quindi indietro a Lepanto.

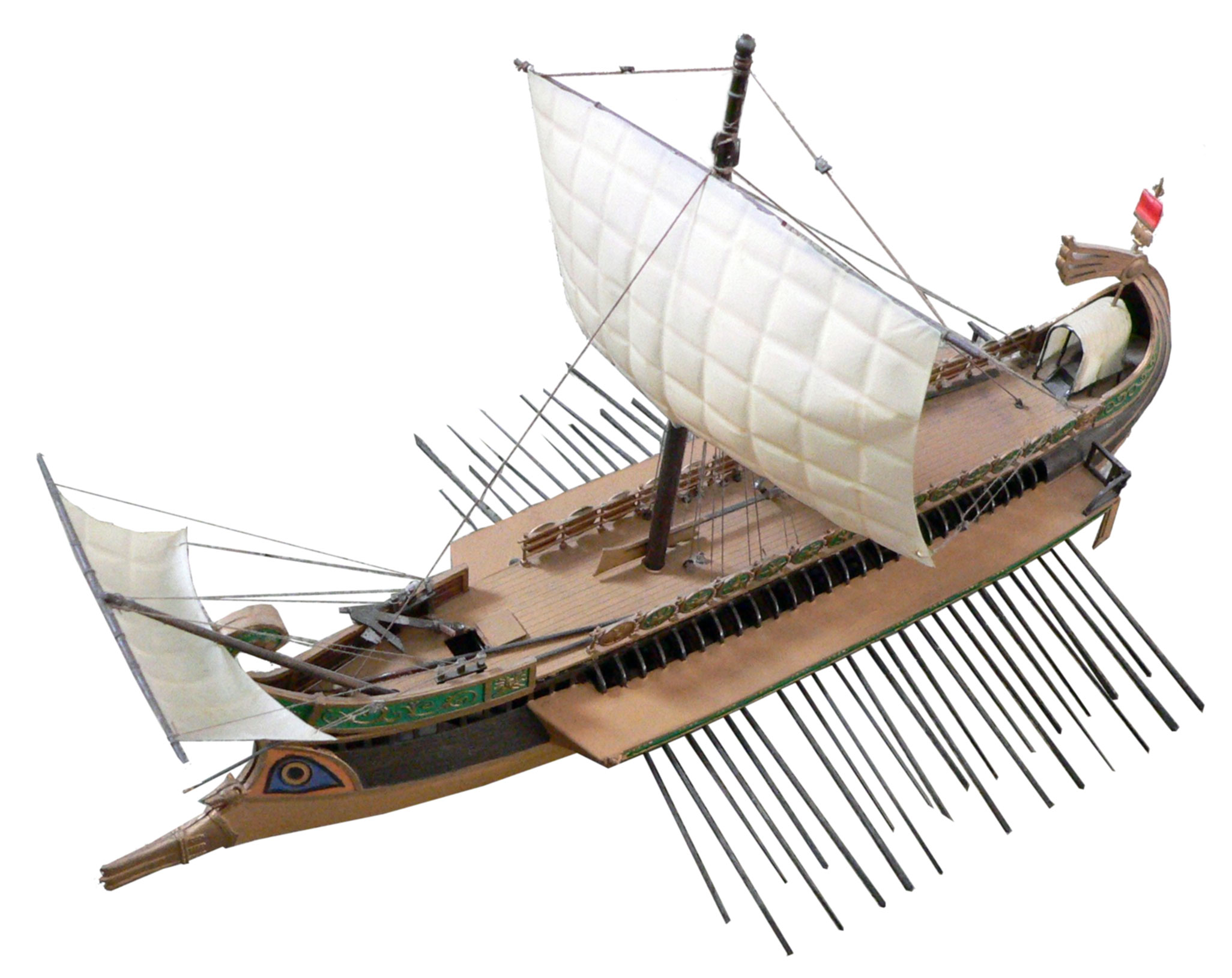
Trireme romana

Filippo si riunì poi al generale acheo Cicliade, nei pressi di Dyme, per un condurre un attacco congiunto alla città di Elis, la principale base etolica delle operazioni contro gli achei. Nel frattempo, Sulpicio aveva raggiunto Cillene e aveva rinforzato Elis con 4 000 uomini. 
Mentre guidava una carica, Filippo fu disarcionato, divenendo così l'oggetto di un aspro combattimento che si svolse attorno a lui, appiedato; il re macedone alla fine riuscì a mettersi in salvo. Il giorno successivo le forze congiunte di Filippo e Cicliade riuscirono a catturare la fortezza di Phiricus, ottenendo un bottino di circa 20 000 animali e facendo oltre 4 000 prigionieri. Alla notizia di nuove incursioni illiriche nel nord abbandonò l'Etolia per fare ritorno a Demetrias in Tessaglia. Nello stesso tempo Sulpicio navigò nel mar Egeo fino a ad incontrare Attalo sull'isola di Aegina dove fece i quartieri per l'inverno.
Nel 208 a.C. la flotta, composta da 35 navi di Pergamo e 25 navi romane, non riuscì a conquistare Lemno, ma invece occupò e saccheggiò l'entroterra dell'isola di Peparethos, l'attuale Skopelos, anche questa possedimento macedone.
Attalo e Sulpicio, a questo punto, presero parte ad un incontro ad Heraclea Trachinia con gli Etoli, nuovamente in presenza di rappresentanti egiziani e di Rodi, che ancora perseguivano il raggiungimento della pace tra le due parti contendenti. Filippo, venuto a conoscenza dell'incontro e della presenza ad essa di Attalo, si mosse rapidamente verso sud nel tentativo di interromperla e catturare contemporaneamente i capi della coalizione nemica, arrivandovi comunque troppo tardi e fallendo nel suo piano.
A questo punto del conflitto, circondato da nemici, Filippo si trovò costretto ad adottare una politica difensiva, distribuendo i suoi comandanti e le sue forze sul territorio, ed adottando un sistema di falò per segnalazione localizzati sulle alture, in modo da poter comunicare quasi istantaneamente i movimenti del nemico.
Sulpicio e Attalo, dopo aver lasciato Heraclea, attaccarono congiuntamente sia Oreus, sulla costa settentrionale dell'Eubea, che Opus, capitale della Locride orientale; mentre Attalo saccheggiava Opus, Sulpicio tornò ad Oreus, per raccogliervi la sua parte di bottino. A questo punto, Filippo, allertato dai segnali di fuoco, attaccò con successo Opus, lasciando ad Attalo appena il tempo di rifugiarsi su una delle sue navi.

## Conseguenze

Il regno di Macedonia al tempo di Filippo V.

Anche se Filippo considerò la fuga di Attalo una sconfitta molto amara, l'episodio può essere considerato come il punto di svolta dell'intera guerra. Attalo fu obbligato a fare ritorno a Pergamo, dopo aver saputo, ad Opus, che, forse a causa delle richieste di Filippo stesso, il re di Bitinia Prusia I, imparentato per matrimonio con il macedone, si stava muovendo verso la sua città. Sulpicio invece fece ritorno ad Egina, lasciando Filippo libero dalla pressione delle flotte romana e di quella di Pergamo di ricominciare le azioni offensive contro gli Etoli. Egli infatti riuscì a sorprendere le Termopili (208 a.C.), a distruggere Thermos, la capitale degli Etoli (207 a.C.), a catturare Thronium, seguita da Tithronium e Drymaea a nord del fiume Cephissus, controllando a quel punto tutta la Locride., e riprendendo il controllo di Oreus. Frattanto i suoi alleati Achei, posti sotto il comando di Filopemene, sconfissero e uccisero Macanida di Sparta (207 a.C.).
Gli stati neutrali legati al commercio continuavano a cercare la pace. Ad Elateia, Filippo aveva incontrato i rappresentanti egiziani e di Rodi, gli stessi che erano ad Eraclea, e di nuovo li incontrò nella primavera del 207 a.C., ma senza alcun risultato. Dopo altri incontri, la guerra proseguiva comunque a favore di Filippo, ma gli Etoli, seppur abbandonati sia da Pergamo che da Roma, non erano disponibili ad accettare le condizioni di pace richieste da Filippo. Infine, dopo un'altra stagione di combattimenti, nel 206 a.C., gli appartenenti alla Lega etolica si arresero e, senza il consenso di Roma, firmarono una pace separata alle condizioni imposte loro da Filippo.
Nella successiva primavera, i Romani, che come sostiene il Piganiol si erano accorti dell'errore commesso e non potevano di sicuro riaccendere la guerra, inviarono il censore e console Publio Sempronio Tuditano con un seguito di 35 navi e circa 11 000 uomini a Dyrrachium in Illiria, dove incitò i Parthini alla rivolta e pose l'assedio di Dimale. Comunque, all'arrivo di Filippo, Sempronio sciolse l'assedio, ritirandosi all'interno delle mura della città di Apollonia, e in seguito istigò senza successo gli Etoli alla rottura del trattato firmato con il macedone.
Senza più alleati in tutta la Grecia, ma avendo comunque ottenuto l'obbiettivo di prevenire il possibile aiuto di Filippo ad Annibale, i Romani erano a questo punto disponibili a firmare la pace. Un trattato venne firmato a Fenice, nel 205 a.C., la cosiddetta pace di Fenice, ponendo in questo modo fine alla prima guerra macedonica.
Questo trattato menzionava tra gli alleati di Roma, Pergamo, Pleurato di Tracia, gli Elei e i Messeni, a cui vanno aggiunte secondo gli annalisti romani anche Sparta, Atene e Ilio. Filippo conservava in Illiria solo l'Atintania. Alla fine del 205, un'ambasceria romana giunta a Pergamo, ottenne in dono un idolo, simbolo della Grande Madre, che legava così Roma a Pergamo attraverso la leggenda delle origini troiane.